# فرودگاه بین‌المللی داکتر فرناندو پیراگین نیویرو
فرودگاه بین‌المللی داکتر فرناندو پیراگین نیویرو (به انگلیسی: Doctor Fernando Piragine Niveyro International Airport) (به زبان بومی: Aeropuerto Internacional de Corrientes - Doctor Fernando Piragine Niveyro) یک فرودگاه همگانی و نظامی با کد یاتا CNQ است که یک باند فرود بتن دارد و طول باند آن ۲۱۰۰ متر است. این فرودگاه در کشور آرژانتین قرار دارد و در ارتفاع ۶۲ متری از سطح دریا واقع شده‌است.

## شرکت‌های هواپیمایی و مقصدهای پروازی
| شرکت‌های هواپیمایی                                   | مقصدهای پروازی        |
| --------------------------------------------------- | --------------------- |
| ارولینیاس آرژانتیناس                                | محله هوایی یورگ نوبری |
| ارولینیاس آرژانتیناس اجرا توسط اوسترال لینئاس آئراس | محله هوایی یورگ نوبری |